# Contea di Yanjin
La contea di Yanjin (延津县S, YánjīnP) è una contea della Cina, situata nella provincia di Henan e amministrata dalla prefettura di Xinxiang.